# Reflexionsseismik

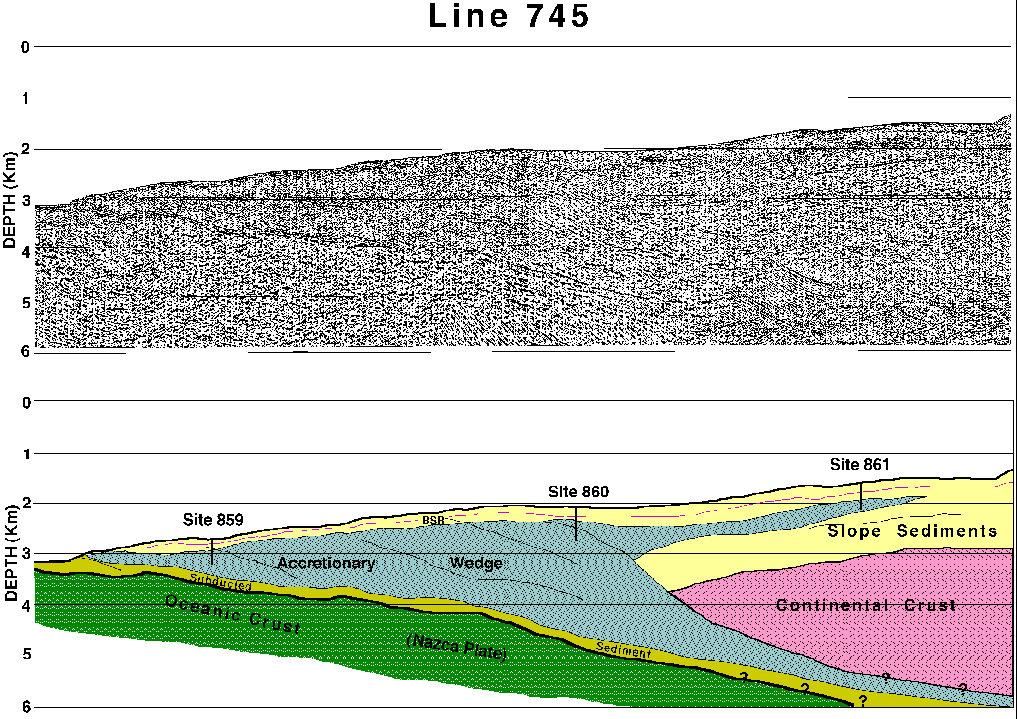
Reflexionsseismisches Profil und seine geologische Interpretation

Die Reflexionsseismik ist ein Verfahren der Seismik zur Bestimmung von Schichtgrenzen im Erdinneren. Reflexionsseismische Messungen zielen darauf ab, aus reflektierten P-Wellen Erkenntnisse über die Untergrundstruktur zu gewinnen und geologische oder geophysikalische Grenzflächen zu rekonstruieren.

## Grundlagen
Die Reflexionsseismik untersucht durch seismische Wellen, die mit verschiedenen Methoden künstlich erzeugt werden (Seismische Sprengungen, Vibroseis, Schlaghammer) die Beschaffenheit des Bodens. Die Wellen breiten sich im Untergrund aus und werden an Grenzflächen reflektiert und gebrochen. Ein kleiner Teil des reflektierten Wellenfeldes gelangt zurück zur Erdoberfläche, seine Energie und der zeitliche Einsatz der Wellenbewegung wird dort mit Geophonen registriert. Nach dem Processing der aufgezeichneten Daten liegt ein Seismogramm vor, aus dem sich dann die Tiefe von Schichtgrenzen feststellen lässt.
An Schichtgrenzen wird die seismische Welle, wie ein Lichtstrahl an optischen Grenzen, beim Übergang von einer Schicht in eine andere teilweise gebrochen und teilweise reflektiert und in andere Wellentypen konvertiert.
Die Brechung des Schallstrahls gehorcht dem Snelliusschen Brechungsgesetz.
Für die Reflexion gilt, wie in der Optik, das Reflexionsgesetz:
Einfallswinkel gleich Ausfallswinkel.
Der Anteil der an einer Grenzfläche reflektierten Welle hängt ab von den Unterschieden der angrenzenden Gesteinsschichten in Geschwindigkeit {\displaystyle v} und Dichte {\displaystyle \rho }. Bei senkrechtem Welleneinfall, dem Standardfall der Reflexionsseismik, gilt für den Reflexionskoeffizienten:
{\displaystyle R_{PP}={\frac {\rho _{2}\cdot v_{2}-\rho _{1}\cdot v_{1}}{\rho _{2}\cdot v_{2}+\rho _{1}\cdot v_{1}}}.}
Eine geologische Grenzfläche ist also nur erkennbar, wenn die Impedanz, d. h. das Produkt {\displaystyle \rho \cdot v}, der benachbarten Schichten unterschiedlich ist.

## Anwendungen
- Erdöl- und Erdgaserkundung
- Erkundung von Minerallagerstätten[1]
- Geothermiekraftwerke (Erkundung)
- Kartierung von Deponien
- Grundwasserexploration (der Grundwasserspiegel ist eine hydrogeologische Barriere)
- Ingenieurbauten, vornehmlich Tunnelbau und Bauwerksgründungen
- Naturgefahren (z. B. Hanginstabilitäten).

## Methoden

### Split-Spread-Methode
Diese Methode wird verwendet, um sich einen ersten Eindruck des Untergrundes zu verschaffen. Der Schusspunkt (der Punkt, an dem seismische Wellen ausgelöst werden) liegt in der Mitte der Geophonauslage. Im Seismogramm sind Schichtgrenzen als Hyperbeln erkennbar, und die Wellengeschwindigkeit der Schichten lässt sich aus der Krümmung der Hyperbeln bestimmen.

### Common-Midpoint-Technik und Normal Move Out

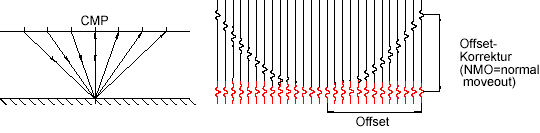
Common Midpoint und Normal Move Out

Die Common-Midpoint-Technik ist das gebräuchlichste Verfahren des seismischen Processings.
Die Geophonauslage wird von verschiedenen Punkten aus angeschossen. Dann werden die aufgezeichneten Spuren nach gemeinsamen Mittelpunkten (Common MidPoint, CMP) zwischen Schusspunkt und Geophon sortiert. Um die Spuren konstruktiv überlagern zu können, wird eine Laufzeitkorrektur (Normal Move Out) vorgenommen. Damit erscheinen die Einsätze im Seismogramm so, als seien sie direkt über dem Reflektor registriert worden. Anschließend können alle Spuren des Seismogramms addiert werden, um so das Nutz-/Stör-Verhältnis zu verbessern.
Die Lage der Reflektoren wird im Zeitbereich beschrieben, also durch Quell-Empfänger-Mittelpunkt (CMP) und Laufzeit der Wellen. Somit kann nicht unmittelbar auf deren räumliche Position im Untergrund geschlossen werden.
Das Ergebnis eines CMP-Processings ist eine Lotzeitsektion, welche den zeitlichen Abstand eines Reflektors senkrecht zur Oberfläche darstellt. Das CMP-Verfahren zeichnet sich insbesondere durch seinen geringen Rechenzeitbedarf aus.
Für den Fall, dass der Untergrund aus ebenen, wenig geneigten Reflektoren aufgebaut ist, liefert das Verfahren meist ein recht brauchbares Abbild. Geneigte oder gekrümmte Reflektoren jedoch werden durch das CMP-Verfahren verzerrt abgebildet.

### Migration
Ein Abbildungsverfahren, das die Transformation vom Zeit- in den Tiefenbereich leistet, ist die Tiefenmigration. Diesem Verfahren liegt die Vorstellung zu Grunde, dass der Untergrund aus vielen Diffraktionspunkten aufgebaut ist. Nach dem Huygensschen Prinzip ist jeder Diffraktor, der von einer Welle getroffen wird, Ausgangspunkt einer neuen Elementarwelle. Ziel der Migration ist es, aus den Reflexionseinsätzen im Seismogramm den Ort des Diffraktors im Untergrund zu berechnen. Dabei wird mit einem durch andere Verfahren gewonnenen Untergrundgeschwindigkeitsmodell zu jedem Einsatz im Seismogramm der Ort aller möglichen Diffraktoren berechnet, die diesen Einsatz verursacht haben könnten (Isochronenfläche). Anschließend wird diesen Orten der betrachtete Amplitudenwert zugeordnet. So wird mit allen Einsätzen im gesamten Seismogramm verfahren. An den Orten, an denen sich tatsächlich ein Diffraktor befindet, stapeln sich die Amplitudenwerte konstruktiv auf und geben dadurch ein unverzerrtes, lagerichtiges Abbild des Untergrundes wieder.